# Westin Bonaventure Hotel
Het Westin Bonaventure Hotel is een Amerikaans hotel in Los Angeles (Californië). Het 112 meter hoge gebouw, dat 35 verdiepingen telt, werd tussen 1974 en 1976 gebouwd naar een ontwerp van architect John Portman. De Westin Bonaventure is een opvallend bouwwerk in Los Angeles. Het gebouw bestaat uit vijf glazen, kokervormige torens .
Het Bonaventure Hotel is het grootste hotel in de stad en telt 1354 kamers en 135 suites. Op de bovenste verdieping bevinden zich een draaiend restaurant en bar. In totaal zijn er vijf restaurants in de Westin Bonaventure.
Het hotel behoort tot de Westin Hotels-keten, een onderdeel van Starwood Hotels and Resorts Worldwide.